# Jasnyj (obwód archangielski)
Jasnyj (ros. Ясный) – osiedle w Rosji, w obwodzie archangielskim, w rejonie pinieskim. W 2010 liczyło 1299 mieszkańców.